# 三重県営サンアリーナ

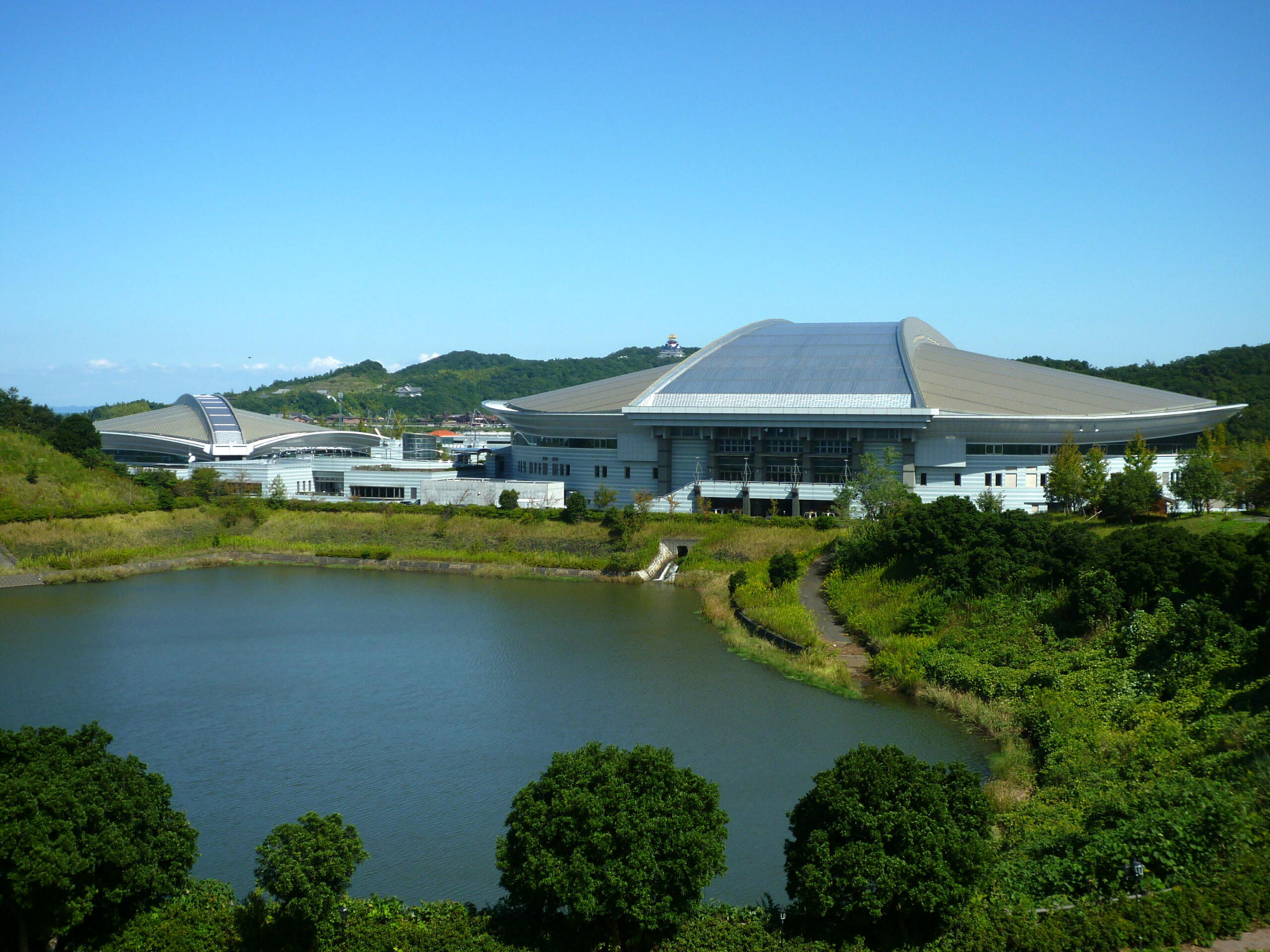
サンアリーナ西側にある調整池から見る

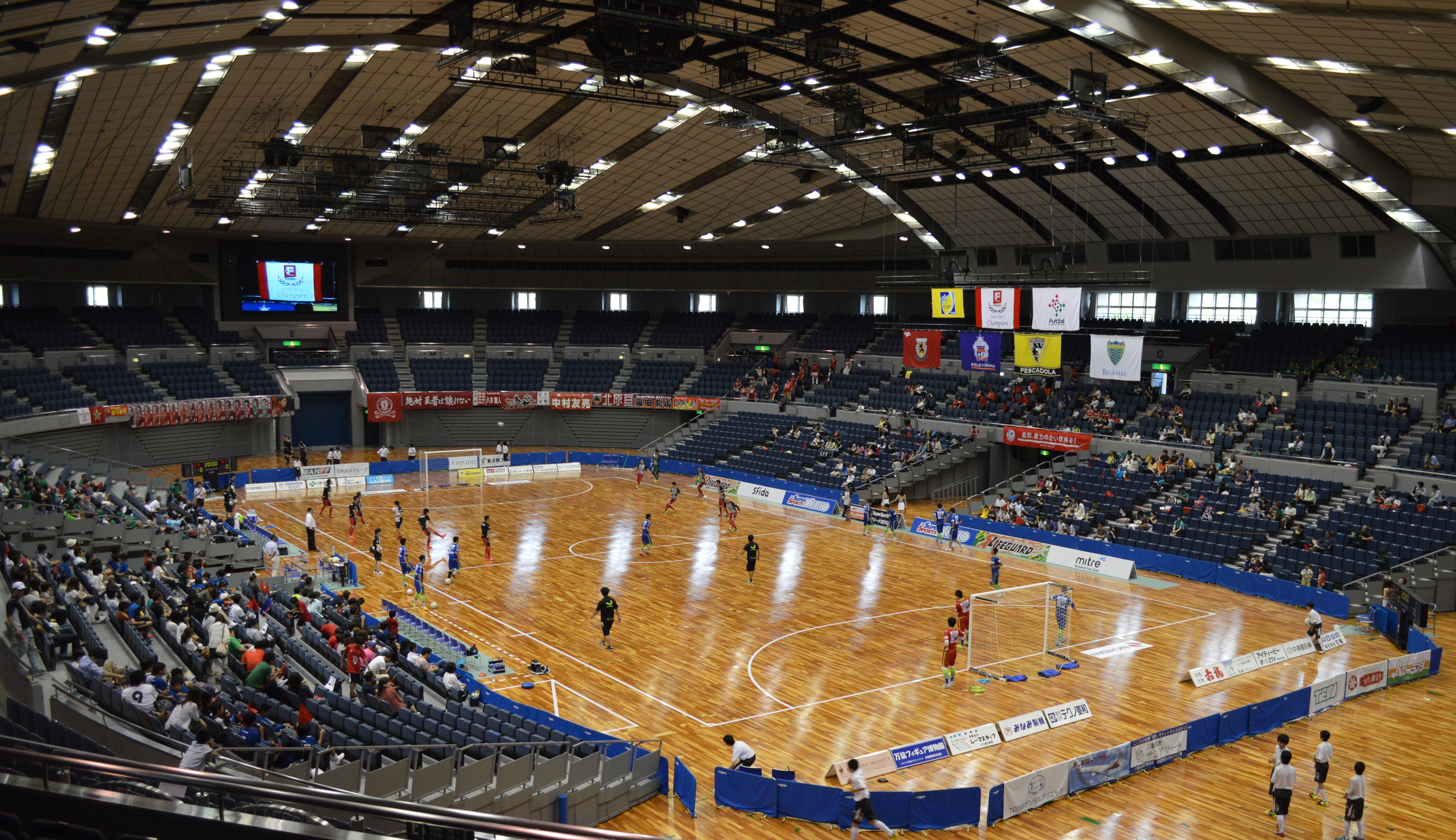
メインアリーナ内部

三重県営サンアリーナ（みえけんえいサンアリーナ）は、三重県伊勢市朝熊町にある多目的アリーナ。外観は「船・海・帆」をモチーフにしている。三重県が施設を所有し、指定管理者として株式会社スコルチャ三重が管理している。略称は「サンアリーナ」。

## 概説
11,000人収容のメインアリーナ、3,000人収容のサブアリーナ、208席の国際会議場などからなる。総事業費は約162億円。これまでにいきものがかり、DREAMS COME TRUE、Hey! Say! JUMP、Mr.Children、RADWIMPS、ONE OK ROCK、B'z､小田和正､MISIA、安室奈美恵、平井堅､ゆず、AAA、モーニング娘。、KAT-TUN、GENERATIONS from EXILE TRIBE、コブクロ、THE RAMPAGE､SEKAI NO OWARI､EXILE THE SECOND､浜崎あゆみ、SPEED、back number､GLAY､水樹奈々そして地元・三重出身（松阪市）の西野カナらがライブを開催している。また正月やゴールデンウィークなどの多客期には、パークアンドバスライドと称してサンアリーナとその周辺の駐車場が伊勢神宮参拝者用に開放され、外宮・内宮とサンアリーナの間を往復するシャトルバスが運行される。
スコルチャ三重は赤福、ZTV（旧アイティービー）、伊勢商工会議所、三重交通、三十三銀行、百五銀行、NPO法人いせコンビニネットが出資しており、赤福代表取締役社長の濱田典保が同社の代表取締役を兼ねている。

## 沿革

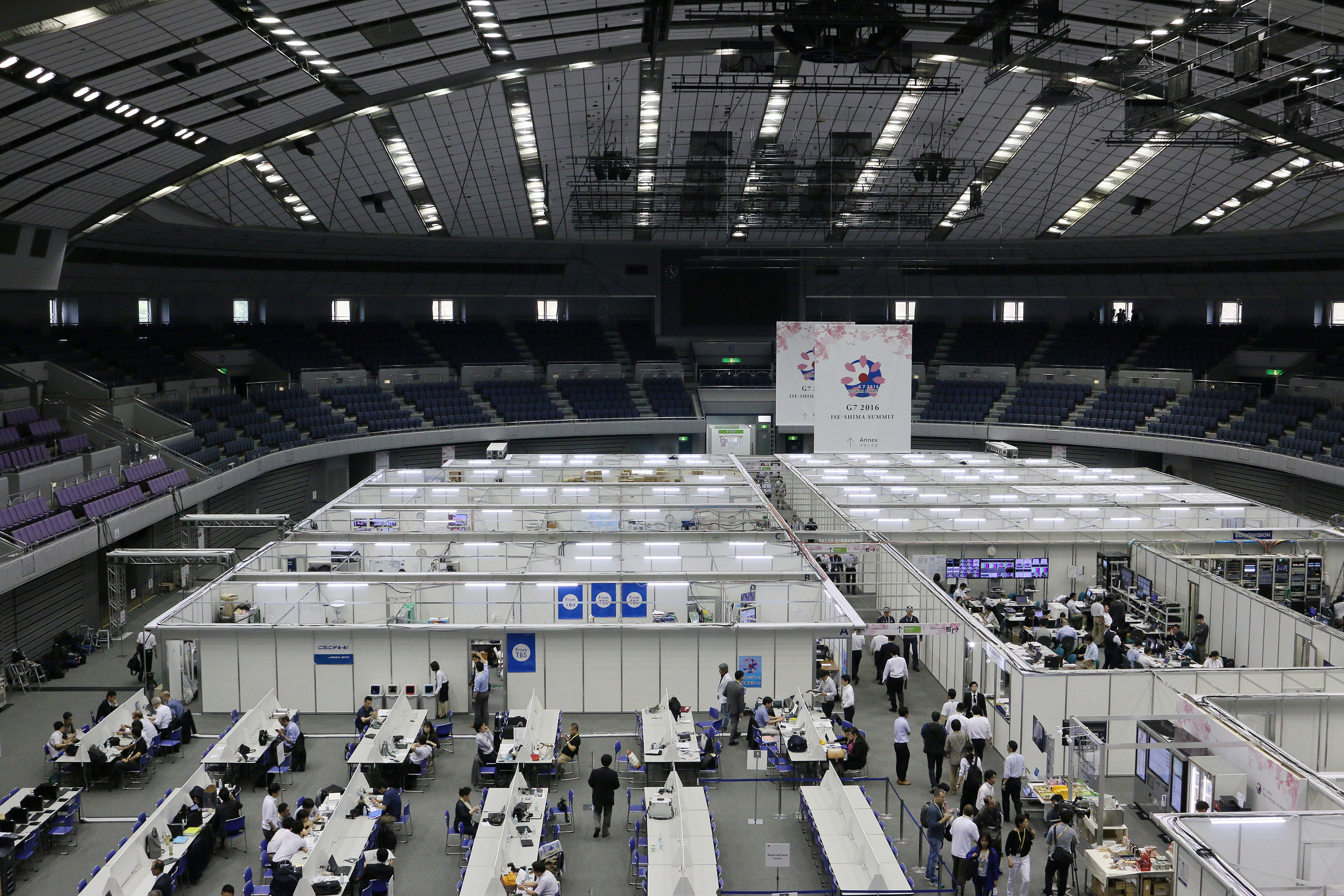
国際メディアセンター
出典：G7伊勢志摩サミット公式ホームページ（配布元：IMAGE WORKS』

1992年（平成4年）3月25日に施設を管理・運営する財団法人サンアリーナが設立され、同年に建設工事が開始され、1994年（平成6年）6月5日に竣工した。1994年（平成6年）7月22日から11月6日には世界祝祭博覧会（まつり博・三重'94）の主会場として使用された。1995年（平成7年）1月4日には一般供用が開始された。
1997年（平成9年）3月にはサンアリーナ前面の土地の一部を三重県が購入。1998年（平成10年）4月1日には管理する三重県リゾート振興公社が財団法人三重ビジターズ推進機構に再編された。
2000年（平成12年）10月7日から10月15日には第25回パラシューティング世界選手権伊勢志摩大会の主会場として使用され、これに並行して「みえ・スカイフェスタ2000」が10月1日から10月22日に開催された。
2006年（平成18年）4月1日には管理業務が財団法人三重ビジターズ推進機構から民間会社出資の株式会社スコルチャ三重に移行された。
主なスポーツイベントとしては2006年（平成18年）7月にはバレーボール・ワールドリーグの日本代表戦の試合会場となり、2009年（平成21年）9月7日から9月13日には第29回世界新体操選手権が開催された。また、B.LEAGUE京都ハンナリーズが2011 - 2012シーズンから毎シーズン2試合を開催している。
2016年（平成28年）5月26日・27日に開催された第42回先進国首脳会議（伊勢志摩サミット）では、国際メディアセンターが設置され、世界各国の報道機関によるサミット取材拠点となった。
その後も2017年（平成29年）に全国菓子大博覧会（お伊勢さん菓子博2017）を開催。2021年（令和3年）に第76回国民体育大会の開催が予定されていた（後に中止）。

## 施設
出典：三重県
- 敷地面積：28,645m2
- 延床面積：24,312m2
- 構造鉄筋：コンクリート造・鉄筋造3階建
- メインアリーナ：フロア面積:3,489m2、固定席:4,980席・電動可動席2,180席
- サブアリーナ：フロア面積:1,746m2、固定席1,002席
- 会議室など
  - 1階：国際会議室、レセプション室、第3会議室、第4会議室、第1特別室、
  - 2階：第5会議室、第2特別室、レストラン、売店、メインアリーナ内:第1会議室、第2会議室

## 周辺
- 伊勢フットボールヴィレッジ
- 朝熊山麓公園フットボール場・ソフトボール場・花の広場
- 絆の森
- 光の街 - JR参宮線が近くを通るが通過のみ。

## 交通アクセス
- 伊勢二見鳥羽ライン 朝熊東IC。
- 三重交通バス・伊勢二見鳥羽周遊バス（CANばす）：宇治山田駅前または伊勢市駅前から約35分、五十鈴川駅から約20分、「二見総合支所前」（二見浦駅近く）バス停から約11分、鳥羽バスセンターから約25分。
- 三重交通バス ・二見アリーナ線（平日のみ運行）：五十鈴川駅から約12分、「二見総合支所前」バス停から約10分。
- この他、イベントによっては五十鈴川駅から臨時シャトルバスが運行される。